# Veterokhamaren
Veterokhamaren är en kulle i Antarktis. Den ligger i Östantarktis. Norge gör anspråk på området. Toppen på Veterokhamaren är 1 900 meter över havet, eller 70 meter över den omgivande terrängen. Bredden vid basen är 1,0 km.
Terrängen runt Veterokhamaren är platt österut, men västerut är den kuperad. Terrängen runt Veterokhamaren sluttar norrut. Trakten är obefolkad. Det finns inga samhällen i närheten. 